# Emanuelskapellet i Delary
Emanuelskapellet i Delary, Älmhults kommun i Kronobergs län, är en tidigare metodistkyrka byggd 1895.
Kapellet, som är byggnadsminnesförklarat, ägs sedan 1993 av Göteryds Hembygdsförening.
Göteryds församling inom Svenska kyrkan bedriver numera regelbunden verksamhet i Emanuelskapellet.